# Truques, Xaropes e Outros Artigos de Confiança
Truques, Xaropes e Outros Artigos de Confiança é um curta-metragem brasileiro de 2003, dirigido por Eduardo Goldenstein.
Filmado em 35mm e inspirado na obra de Herman Melville, ele teve sua estreia na Mostra Internacional de Curtas de SP, em agosto de 2003, onde ficou entre os 10 favoritos do júri popular.
Internacionalmente, ele foi traduzido para o inglês como Tricks, Teas and Trust, e participou das seleções oficiais dos Festivais de Berlim, Huesca, San Sebastian, dentre outros.

## Elenco
| Ator              | Personagem                                        |
| ----------------- | ------------------------------------------------- |
| Augusto Madeira   | Vendedor de Ursos de pelúcia                      |
| Cláudio Mendes    | Mágico / Vendedor de Xaropes / Dono da Financeira |
| Alexandre Dacosta | Comprador                                         |
| Tibério Melo      | Curioso                                           |
| Alexandre David   | Batedor de carteira                               |
| Jaime Dias Sabino | Papagaio de pirata                                |

## Ficha Técnica
- Direção: Eduardo Goldenstein
- Produção: Katya Braga Gonldenstein
- Fotografia: Mauro Pinheiro Jr. ABC
- Roteiro: Eduardo Goldenstein
- Edição: Flávio Zettel
- Som Direto: Renato Calaça
- Direção de Arte: Katya Braga Gonldenstein
- Empresa(s) produtora(s): Aion Cinematográfica
- Edição de som: Simone Petrillo
- Câmera: Lula Carvalho, Mauro Pinheiro Jr
- Direção de produção: Katya Braga Gonldenstein
- Produção Executiva: Katya Braga Gonldenstein
- Still: Ricardo Pimentel
- Direção de Fotografia: ABC, Mauro Pinheiro Jr

## Prêmios e Indicações
| Ano  | Prêmio                                                | Categoria                       | Indicação                        | Resultado | Ref.   |
| ---- | ----------------------------------------------------- | ------------------------------- | -------------------------------- | --------- | ------ |
| 2003 | Festival TIM de Belo Horizonte                        | Melhor Diretor                  | Eduardo Goldenstein              | Venceu    | [ 6 ]  |
| 2003 | Festival de Brasília (Troféu Candango)                | Melhor Roteiro                  |                                  | Venceu    | [ 7 ]  |
| 2003 | Festival de Brasília (Troféu Candango)                | Melhores atores                 | Augusto Madeira e Cláudio Mendes | Venceu    | [ 7 ]  |
| 2003 | Festival do Rio BR                                    | Menção Honrosa júri ABD         |                                  | Venceu    | [ 8 ]  |
| 2003 | Festival Santista de Curtas-Metragens                 | Melhor Roteiro                  | Eduardo Goldenstein              | Venceu    | [ 9 ]  |
| 2003 | Festival Santista de Curtas-Metragens                 | Melhor Ator                     | Cláudio Mendes e Augusto Madeira | Venceu    | [ 9 ]  |
| 2004 | Festival de Berlim                                    | Seleção Oficial                 |                                  | Venceu    | [ 10 ] |
| 2004 | 8º Cine PE - Festival do Audiovisual (Troféu Calunga) | Melhor Roteiro                  |                                  | Venceu    | [ 11 ] |
| 2004 | 8º Cine PE - Festival do Audiovisual (Troféu Calunga) | Melhores atores                 | Augusto Madeira e Cláudio Mendes | Venceu    | [ 11 ] |
| 2004 | 6º Festival do Cinema Brasileiro de Paris             | prêmio dos estudantes de cinema |                                  | Venceu    | [ 12 ] |
| 2004 | 8.º Festival de Cinema, Vídeo e DCine de Curitiba     | Melhor Direção                  | Eduardo Goldenstein              | Venceu    | [ 13 ] |
| 2004 | 8.º Festival de Cinema, Vídeo e DCine de Curitiba     | Montagem                        | Flavio Zettel                    | Venceu    | [ 13 ] |
| 2004 | 8.º Festival de Cinema, Vídeo e DCine de Curitiba     | Melhor Som                      | Renato Calaça e Simone Petrillo  | Venceu    | [ 13 ] |